# Иосиф (митрополит Астраханский)
Митрополит Иосиф (1597, Астрахань — 11 мая 1671, Астрахань) — митрополит Астраханский и Терский.
Убит казаками Васьки Уса, оставленного в Астрахани Стенькой Разиным. Канонизирован в лике священномученика.

## Биография
Родился в 1597 году в Астрахани, родителей его звали Климентом и Варварой.
Когда разразилась в Астрахани смута, произведённая пребыванием в городе сторонников Лжедмитрия I, в дом его родителей ворвались казаки, один из которых ударил мальчика камнем по голове, от чего у него всю жизнь тряслась голова.
15 декабря 1659 году посвящён из архимандритов Троицкого монастыря в архиепископа Астраханского; 8 июня 1667 года наименован митрополитом, став первым астраханским архиереем, возведённым в сан митрополита, причём ему дано третье место среди российских иерархов; 2 июня того же года совершал в Москве церемонию шествия на осляти.
В 1667 году принимал участие в Соборе по делу патриарха Никона.
В июне 1670 года Астрахань попала под власть мятежников Степана Разина. При этом совершилось большое кровопролитие, но митрополита пощадили.
В конце 1670 года Иосиф получил царские воззвания, адресованные лично ему, астраханцам и казакам, в которых содержалось указание, чтобы митрополит прочёл их перед всеми и призвал всех сдаваться на милость царя. Иосиф приказал изготовить по меньшей мере три списка и один из них, адресованный командирам повстанцев, им и отослать. Те отказались принять письмо. Тогда Иосиф созвал горожан и велел ключарю читать вслух. После чтения бунтовщики подняли крик и забрали грамоту у ключаря (он успел дочитать её до конца). Митрополит гневно обличал горожан, называя их еретиками и изменниками, а те ответили оскорблениями и угрожали ему смертью, но в итоге только унесли грамоту. На следующий день мятежники схватили ключаря Фёдора и пытали его, чтобы выяснить, где ещё есть списки царской грамоты, и три списка у митрополита конфисковали.
Через несколько месяцев, в апреле 1671 года, на Страстной неделе, у митрополита произошло столкновение с бунтовщиками на базаре. На увещевания Иосифа покориться приближающейся царской армии восставшие ответили матерной бранью. На следующий день, в Великую субботу, на двор к митрополиту несколько раз приезжали казацкие есаулы, требуя выдачи царских грамот; в ответ Иосиф хотел читать эти грамоты в соборной церкви, и «воры тех государевых грамот не слушали и пошли из церкви в свой круг». Митрополит последовал за казаками в сопровождении духовенства и велел прочесть на кругу две царские грамоты, одну «к ворам», другую — «к нему, святителю». Собрание ответило криком и угрозами в адрес митрополита; в ответ он призвал горожан схватить казаков, хозяйничавших в городе под командованием Василия Уса, и посадить их в тюрьму. Казаки забрали у митрополита одну грамоту, но ту, которая была адресована лично ему, он отказался отдавать, вернулся в собор и спрятал грамоту там.
Через неделю после Пасхи бунтовщики схватили и пытали митрополичьего ключаря и других приближённых, желая выведать, где спрятаны грамоты и их списки. В итоге ключарь был убит, но грамот не выдал. Вслед за тем от митрополита потребовали, чтобы он подписал бумагу о верности Разину, на что тот ответил отказом.
11 мая казаки прервали богослужение, которое вёл митрополит, и потребовали, чтобы он пришёл к ним в круг. Митрополит надел полное облачение, взял крест и явился в круг. На вопрос мятежников, правда ли, что он в сношениях с воеводами, он отвечал упрёками, что они бунтуют против царя. Казаки хотели немедленно убить святителя; один из них, Мирон, стал удерживать своих товарищей от такого преступления, но был сам тут же убит. Затем казаки приказали сопровождавшим митрополита священникам разоблачить его; те повиновались; святитель сохранял полное спокойствие духа. Когда священные одежды с митрополита были сняты и он остался в одной простой «ряске», казаки подвергли его пытке, растянув над огнём. Спрашивали о сношениях с царскими воеводами; стремились также выпытать, где письма и сокровища. Митрополит твёрдо перенёс мучения и ничего не сказал. После пытки мятежники сбросили митрополита «с раската», и он разбился насмерть. Сочувствующие очевидцы отмечают, что когда тело святителя упало, «в то время велик стук и страх был», и даже «воры в кругу вси устрашилися и замолчали, и с треть часа стояли, повеся головы».
На другой день тело митрополита было отпето, а через 10 дней похоронено в соборе.

## Канонизация

Священномученик Иосиф на иконе астраханских святых в верхнем храме Успенского собора Астраханского кремля

Канонизация святителя совершена на Поместном соборе Русской православной церкви в апреле 1918 года.
24 мая 1919 года крестный ход, организованный митрополитом Митрофаном (Краснопольским) в рамках прославления святого, был остановлен выстрелами. Крестный ход был направлен организаторами в Астраханский кремль, так как Успенский собор, в котором почивали мощи святого, являлся частью кремля. В кремле же располагался штаб красноармейцев, что дало повод рассматривать крестный ход как провокацию. Организатор крестного хода митрополит Митрофан (Краснопольский) и викарный епископ Леонтий в июне 1919 года были арестованы и расстреляны. Митрополит Митрофан был прославлен в лике святых Русской православной церковью в 2001 году.
В 1997 на Димитриевском кладбище в Волгограде освящён храм во имя Иосифа Астраханского.